# Marpessa Hennink
Marpessa Hennink est un mannequin hollandais des années 1980 à 1990 ayant effectué sa carrière principalement en Italie et en France durant une douzaine d'années.

## Biographie
Marpessa Hennink est née au milieu des années 1960 à Amsterdam. Alors âgée de seize ans, elle choisit de commencer une carrière de mannequin mais n'est pas retenue par Ford dans son pays. Elle se rend à Paris, Milan, et rapidement se fait remarquer, attirant à elle l'estime de Gianni Versace, devenant l'amie de Valentino, ou associant notoirement son image à Dolce & Gabbana dès le milieu des années 1980.
Des années 1980 à 90, c'est un mannequin « vedette »,, présente entre autres dans Vogue, Marie Claire ou Elle, défilant pour toutes les marques importantes telles Lacroix, Chanel ou Versace, avant que n'arrivent les Supermodels.
Le photographe italien Ferdinando Scianna lui consacre un livre de photographies, Marpessa, publié à Milan en 1993.
Elle cesse sa carrière en 1993, dégoutée par la vague de mode grunge envahissant l'époque et ne correspondant pas à son style élégant reconnu, composé de Chanel — elle a « une relation particulière » avec Karl Lagerfeld dit-elle —, Hermès ou Alaïa,. Elle a une fille une dizaine d'années plus tard, après être partie vivre à Ibiza.
En 2015, elle revient au mannequinat et travaille de nouveau pour Dolce & Gabbana, trente ans après ses débuts pour la marque italienne,.